# Hamiltons princip
Hamiltons princip (opkaldt efter William Rowan Hamilton) er inden for fysikken en sætning, der siger, at en fysisk proces altid vil foregå på en måde, dvs. tage en bestemt vej, så virkningen I bliver minimeret. Man kan også sige at en infinitesimal ændring i vejen ikke vil ændre på virkningen til første orden. Idet virkningen er defineret som
{\displaystyle I=\int _{t_{1}}^{t_{2}}L{\text{ }}\mathrm {dt} },
kan vi skrive Hamiltons princip på følgende måde:
{\displaystyle \delta I=\delta \int _{t_{1}}^{t_{2}}L{\text{ }}\mathrm {dt} =0}
Her er t tiden, man integrerer fra processens starttid til dens slutttid, og L er Langrangefunktionen, der er defineret som den kinetiske minus den potentielle energi. Symbolet delta δ angiver, at vi kigger på en infinitesimal variation. Udtrykket siger altså, at en infinitesimal ændring i vejen, en variation, skal ændre virkningen forsvindende lidt.
Dette princip gælder, når alle kræfter kan forklares med et potential, som kan afhænger, af koordinater hastigheder og tid.
Når systemet kun er underlagt holonomiske begrænsninger, kan bevægelsesligningen for systemet udledes ud fra Hamiltons princip. Dermed erstatter det Newtons love.